# Горња Топоница (Ниш)
Горња Топоница је насељено место у градској општини Црвени Крст на подручју града Ниша у Нишавском округу. Смештена је у долини Топоничке реке, у граничном простору Нишке и Алексиначке котлине, на око 11 км северозападно од центра Ниша. Према попису из 2022. било је 910 становника (према попису из 1991. било је 1311 становника).

## Историја
Преисторијски налази указују на давну насељеност сеоског простора Горње Топонице. На рту кога чини стара обала с левом обалом Топоничке реке, у локалитету званом Шанац, запажени су преисторијски налази. Налазиште се простире на површини од 1 ha и уздигнуто је преко осталог терена. Преко овог села пролазио је римски Војнички пут (Виа милитарис), као и каснији средњовековни турски Цариградски друм. На темељу ове прастаре засељености населила се касније словенска Тополница, вероватно најпре као јединствено, а касније као подељено село.
Први турски попис средином 15. века говори само о једној Топоници (Тополници), која има 96 домова, 38 неожењених, 9 удовичких домаћинстава, 8 рајинских воденица и 8 ваљавица, са дажбинама у износу 15.163 акче. Према турском попису нахије Ниш из 1516. године, место је било једно од 111 села нахије и носило је назив Горња Тополница, . Међутим, у том попису уписане су обе Топонице, Горња и Доња. Горња Топоница је имала 48 хришћанских и 7 муслиманских кућа, 7 нежењених и 8 удовичких домаћинстава, с давањима у износу 6849 акчи. Вероватно због близине Царског пута и опасности на њему, као и због склањања и одсељавања становништва у вези с тим, следећи пописи показују опадање становништва у оба села, нарочито у Горњој Топоници. У време владавине Мурата III, пред крај 16. века, село је поред 17 хришћанских имало и три муслиманске куће и 7 чифлика с дажбинама у износу 5000 акчи. У једном од два наведена села налазио се леп караван-сарај, у коме је 1571. године преноћио К. Рим на путу за Цариград. Према његовој забелешци путовало се лепом и питомом равницом у којој се становништво претежно бавило гајењем житарица и виноградарством.
После тешких година из периода аустријско-турских ратова крајем 17. и у првој половини 18. века, куге у првој и чифлучења села у другој половини 19. века, када је долазило до већих страдања, напуштања и гашења села, Горња Топоница је ушла у састав Србије као мало село са двадесетак домаћинстава. После откупа спахијске земље, у чему су, поред мештана, учествовала и имућнија домаћинства из Горњег Матејевца, Каменице и Ниша (Јован Ђулизибарић - 80 ха), село је почело да се обнавља и лагано развија прелазећи постепено с натуралне на тржишну привреду. Године 1895. Горња Топоница има 27 домаћинстава и 186 становника, а 1930. године у њој је живело 40 домаћинстава и 262 становника. Године 1927. (1. маја) у Горњој Топоници је, на левој обали Топоничке реке, у некадашњем ловишту краља Милана, почела с радом новоизграђена „Душевна болница“ (а по одлуци о из 1912 о премештању из Београда), у којој је први корисник био Ђорђе Карађорђевић. Она је - као специјалистичка психијатријска болница - после Другог светског рата реконструисана и дограђена у нов и развијен здравствени центар.
После Другог светског рата, Горња Топоница је, осим исељавања једног броја становника с радничким занимањима (углавном у Ниш), постала привлачна за радничка и мешовита домаћинства из удаљенијих крајева, као и за поједине службенике који раде у психијатријској болници, тако да је укупан број становника испољио тенденцију лаганог раста. Осим тога, развијена је и прилична дневна миграција медицинског особља из Ниша. Од 1972/75. године почела је у атару села изградња пољских кућа (викендица) Нишлија, а 1982. године почео је на ауто-путу с радом импозантни мотелско-хотелски комплекс „Наис“.

## Саобраћај
До насеља се може доћи линијама 28Б ПАС Ниш - Чамурлија - Горња Топоница - Мезграја, линијом 29 ПАС Ниш - Чамурлија - Горња Топоница - Мезграја - Доња Топоница - Доња Трнава - Горња Трнава, линијом 32 ПАС Ниш - Чамурлија - Горња Топоница - Берчинац - Паљина - Миљковац - Вело Поље - Кравље, линијом 32Л ПАС Ниш - Чамурлија - Горња Топоница - Берчинац - Паљина - Миљковац - Вело Поље - Палиграце и линијом 39 ПАС Ниш - Чамурлија - Горња Топоница - Мезграја - Суповац - Сечаница.

## Демографија
У насељу Горња Топоница живи 1010 пунолетна становника, а просечна старост становништва износи 48,2 година (48,0 код мушкараца и 48,4 код жена). У насељу има 238 домаћинстава, а просечан број чланова по домаћинству је 2,55.
Ово насеље је великим делом насељено Србима (према попису из 2002. године).
|  |

| Демографија | Демографија | Демографија |
| Година      | Становника  | Становника  |
| ----------- | ----------- | ----------- |
| 1948.       | 484         |             |
| 1953.       | 1.397       |             |
| 1961.       | 742         |             |
| 1971.       | 2.081       |             |
| 1981.       | 1.534       |             |
| 1991.       | 1.311       | 1.298       |
| 2002.       | 1.550       | 1.565       |
| 2011.       | 1.127       |             |
| 2022.       | 910         |             |

| Етнички састав према попису из 2002.‍ | Етнички састав према попису из 2002.‍ | Етнички састав према попису из 2002.‍ | Етнички састав према попису из 2002.‍ | Етнички састав према попису из 2002.‍ |
| ------------------------------------ | ------------------------------------ | ------------------------------------ | ------------------------------------ | ------------------------------------ |
|                                      |                                      |                                      |                                      |                                      |
| Срби                                 | Срби                                 |                                      | 1.431                                | 92,32%                               |
| Албанци                              | Албанци                              |                                      | 52                                   | 3,35%                                |
| Роми                                 | Роми                                 |                                      | 20                                   | 1,29%                                |
| Бугари                               | Бугари                               |                                      | 11                                   | 0,70%                                |
| Муслимани                            | Муслимани                            |                                      | 10                                   | 0,64%                                |
| Црногорци                            | Црногорци                            |                                      | 9                                    | 0,58%                                |
| Македонци                            | Македонци                            |                                      | 7                                    | 0,45%                                |
| Хрвати                               | Хрвати                               |                                      | 1                                    | 0,06%                                |
| Словенци                             | Словенци                             |                                      | 1                                    | 0,06%                                |
| непознато                            | непознато                            |                                      | 3                                    | 0,19%                                |

| \| \| м \| \| \| ж \| \| ? \| 1 \| \| \| 6 \| \| 80+ \| 7 \| \| \| 12 \| \| 75—79 \| 15 \| \| \| 18 \| \| 70—74 \| 36 \| \| \| 43 \| \| 65—69 \| 46 \| \| \| 62 \| \| 60—64 \| 62 \| \| \| 53 \| \| 55—59 \| 65 \| \| \| 45 \| \| 50—54 \| 127 \| \| \| 77 \| \| 45—49 \| 140 \| \| \| 71 \| \| 40—44 \| 100 \| \| \| 63 \| \| 35—39 \| 79 \| \| \| 43 \| \| 30—34 \| 65 \| \| \| 37 \| \| 25—29 \| 47 \| \| \| 29 \| \| 20—24 \| 33 \| \| \| 21 \| \| 15—19 \| 30 \| \| \| 18 \| \| 10—14 \| 10 \| \| \| 14 \| \| 5—9 \| 23 \| \| \| 22 \| \| 0—4 \| 15 \| \| \| 15 \| \| Просек : \| 45,1 \| \| \| 47,3 \| |      |  |  |      |
| |      |  |  |      |
| | м    |  |  | ж    |
| ? | 1    |  |  | 6    |
| 80+ | 7    |  |  | 12   |
| 75—79 | 15   |  |  | 18   |
| 70—74 | 36   |  |  | 43   |
| 65—69 | 46   |  |  | 62   |
| 60—64 | 62   |  |  | 53   |
| 55—59 | 65   |  |  | 45   |
| 50—54 | 127  |  |  | 77   |
| 45—49 | 140  |  |  | 71   |
| 40—44 | 100  |  |  | 63   |
| 35—39 | 79   |  |  | 43   |
| 30—34 | 65   |  |  | 37   |
| 25—29 | 47   |  |  | 29   |
| 20—24 | 33   |  |  | 21   |
| 15—19 | 30   |  |  | 18   |
| 10—14 | 10   |  |  | 14   |
| 5—9 | 23   |  |  | 22   |
| 0—4 | 15   |  |  | 15   |
| Просек : | 45,1 |  |  | 47,3 |

| Година пописа     | 1948. | 1953. | 1961. | 1971. | 1981. | 1991. | 2002. |
| ----------------- | ----- | ----- | ----- | ----- | ----- | ----- | ----- |
| Број домаћинстава | 142   | 163   | 190   | 245   | 221   | 216   | 235   |

| Број чланова      | 1  | 2  | 3  | 4  | 5  | 6  | 7 | 8 | 9 | 10 и више | Просек |
| ----------------- | -- | -- | -- | -- | -- | -- | - | - | - | --------- | ------ |
| Број домаћинстава | 49 | 63 | 34 | 46 | 17 | 19 | 2 | 1 | 4 | 0         | 3,06   |

| Пол    | Укупно | Неожењен/Неудата | Ожењен/Удата | Удовац/Удовица | Разведен/Разведена | Непознато |
| ------ | ------ | ---------------- | ------------ | -------------- | ------------------ | --------- |
| Мушки  | 853    | 430              | 312          | 28             | 83                 | 0         |
| Женски | 598    | 197              | 252          | 63             | 86                 | 0         |
| УКУПНО | 1.451  | 627              | 564          | 91             | 169                | 0         |

| Пол    | Укупно                    | Пољопривреда, лов и шумарство | Рибарство                            | Вађење руде и камена | Прерађивачка индустрија       |
| ------ | ------------------------- | ----------------------------- | ------------------------------------ | -------------------- | ----------------------------- |
| Мушки  | 151                       | 6                             | 0                                    | 1                    | 18                            |
| Женски | 124                       | 2                             | 0                                    | 1                    | 16                            |
| Укупно | 275                       | 8                             | 0                                    | 2                    | 34                            |
|        |                           |                               |                                      |                      |                               |
| Пол    | Производња и снабдевање   | Грађевинарство                | Трговина                             | Хотели и ресторани   | Саобраћај, складиштење и везе |
| Мушки  | 3                         | 8                             | 5                                    | 3                    | 11                            |
| Женски | 0                         | 0                             | 11                                   | 3                    | 2                             |
| Укупно | 3                         | 8                             | 16                                   | 6                    | 13                            |
|        |                           |                               |                                      |                      |                               |
| Пол    | Финансијско посредовање   | Некретнине                    | Државна управа и одбрана             | Образовање           | Здравствени и социјални рад   |
| Мушки  | 1                         | 3                             | 11                                   | 4                    | 71                            |
| Женски | 3                         | 0                             | 4                                    | 2                    | 76                            |
| Укупно | 4                         | 3                             | 15                                   | 6                    | 147                           |
|        |                           |                               |                                      |                      |                               |
| Пол    | Остале услужне активности | Приватна домаћинства          | Екстериторијалне организације и тела | Непознато            | Непознато                     |
| Мушки  | 3                         | 0                             | 0                                    | 3                    | 3                             |
| Женски | 2                         | 0                             | 0                                    | 2                    | 2                             |
| Укупно | 5                         | 0                             | 0                                    | 5                    | 5                             |